# Billete de doscientos pesos colombianos
Los billetes de 200 pesos colombianos ($ 200) fueron una de las denominaciones del papel moneda que circulaba en Colombia. Las dos únicas ediciones emitidas rindieron homenaje a Simón Bolívar y al sacerdote católico José Celestino Mutis, naturalista español, responsable de la Expedición Botánica en la Nueva Granada.
La denominación circuló en dos ediciones desde 1974 hasta 1992, cuando fue reemplazada por la moneda de 200 pesos.

## Ediciones

### Primera edición
La primera edición del billete de $200 pesos colombianos fue lanzado en 1974 por el Banco de la República de Colombia. En su anverso tenía impreso el retrato de Simón Bolívar, personaje recurrente en otras denominaciones de otras épocas en Colombia. Por otra parte, en su reverso estaba impresa una alegoría al café colombiano, ya que se muestra a un recolector tradicional de café y una rama de un cafetal.
La edición circuló hasta 1983.
| Emisión     | Imágenes | Imágenes | Dimensiones | Color | Color        | Descripción   | Descripción        |
| Emisión     | Anverso  | Reverso  | Dimensiones | Color | Color        | Anverso       | Reverso            |
| ----------- | -------- | -------- | ----------- | ----- | ------------ | ------------- | ------------------ |
| 1974 - 1983 |          |          | 140 × 70 mm |       | Verde oscuro | Simón Bolívar | Recolector de café |

### Segunda edición
La primera edición fue sacada de circulación en 1983, puesto que por motivo del bicentenario de la Expedición Botánica por la Nueva Granada el gobierno nacional decidió lanzar una segunda edición del billete de 200, donde se conmemoraran los 200 años del comienzo de la expedición, en 1783.
En su anverso el nuevo billete tenía impreso el rostro del sacerdote y botánico español José Celestino Mutis, director de la expedición, en la que también participaron figuras claves de la independencia de Colombia como Francisco José de Caldas (quien apareció en el anverso del billete de 20 hasta 1983). Además de Mutis, también aparecen pequeñas referencias a los bocetos realizados durante la expedición. En el reverso aparecía la iglesia de La Bordadita, parte del claustro que compone el centro de educación superior católico Universidad del Rosario, de Bogotá, una de las universidades más importantes de Colombia.
El billete fue sacado de circulación en 1992, para darle paso a la moneda de la misma denominación, cuya segunda edición se sigue usando hasta la actualidad en Colombia. Cabe destacar que Mutis es a la fecha el único extranjero cuyo rostro impreso ha estado presente en un billete colombiano.
| Emisión     | Imágenes | Imágenes | Dimensiones | Color | Color        | Descripción          | Descripción                           |
| Emisión     | Anverso  | Reverso  | Dimensiones | Color | Color        | Anverso              | Reverso                               |
| ----------- | -------- | -------- | ----------- | ----- | ------------ | -------------------- | ------------------------------------- |
| 1983 - 1992 |          |          | 140 × 70 mm |       | Verde oscuro | José Celestino Mutis | La Bordadita, Universidad del Rosario |